# شمس بهلوي
شمس بهلوي واسمها باللغة الفارسية شمس پهلوی وهي أميرة إيرانية وهي أكبر أخوات محمد رضا بهلوي آخر شاه لإيران ولدت في يوم 28 تشرين الأول 1917 في مدينة طهران عاصمة إيران وقد كانت خلال فترة حكم أخيها رئيسة جمعية الأسد الأحمر و الشمس وبعد الثورة الإيرانية الإسلامية في سنة 1979 هاجرت من إيران واستقرت في الولايات المتحدة واعتنقت هناك المسيحية الكاثوليكية وتوفيت في يوم 29 فبراير 1996 في سانتا باربارا، كاليفورنيا.